# Етельред II (король Східної Англії)
Етельред II (*Æthelred II, д/н — бл.879) — король Східної Англії у 869—879 роках.

## Життєпис
Походив, напевне, з династії Вуффінгів. Про батьків нічого невідомо. У 869 році після поразки та загибелі короля Едмунда Східна Англія опинилася під владою данів на чолі з Іваром Рагнарсоном. Останні знищили багатьох представників правлячої династії та знаті. Втім вони спочатку стали керувати серед поставлених королів.
Напевне Етельред II мав нижчий статус за попередників. Дослідники розглядають його як підкороля (subregulus) разом з Освальдом. Втім де саме керував він достеменно невідомо, можливо у Саффолку.
Дата королювання відома приблизно. Помер десь 879 року. Після цього владу над королівством перебрав Ґутрум.